# Ouleymata Sarr

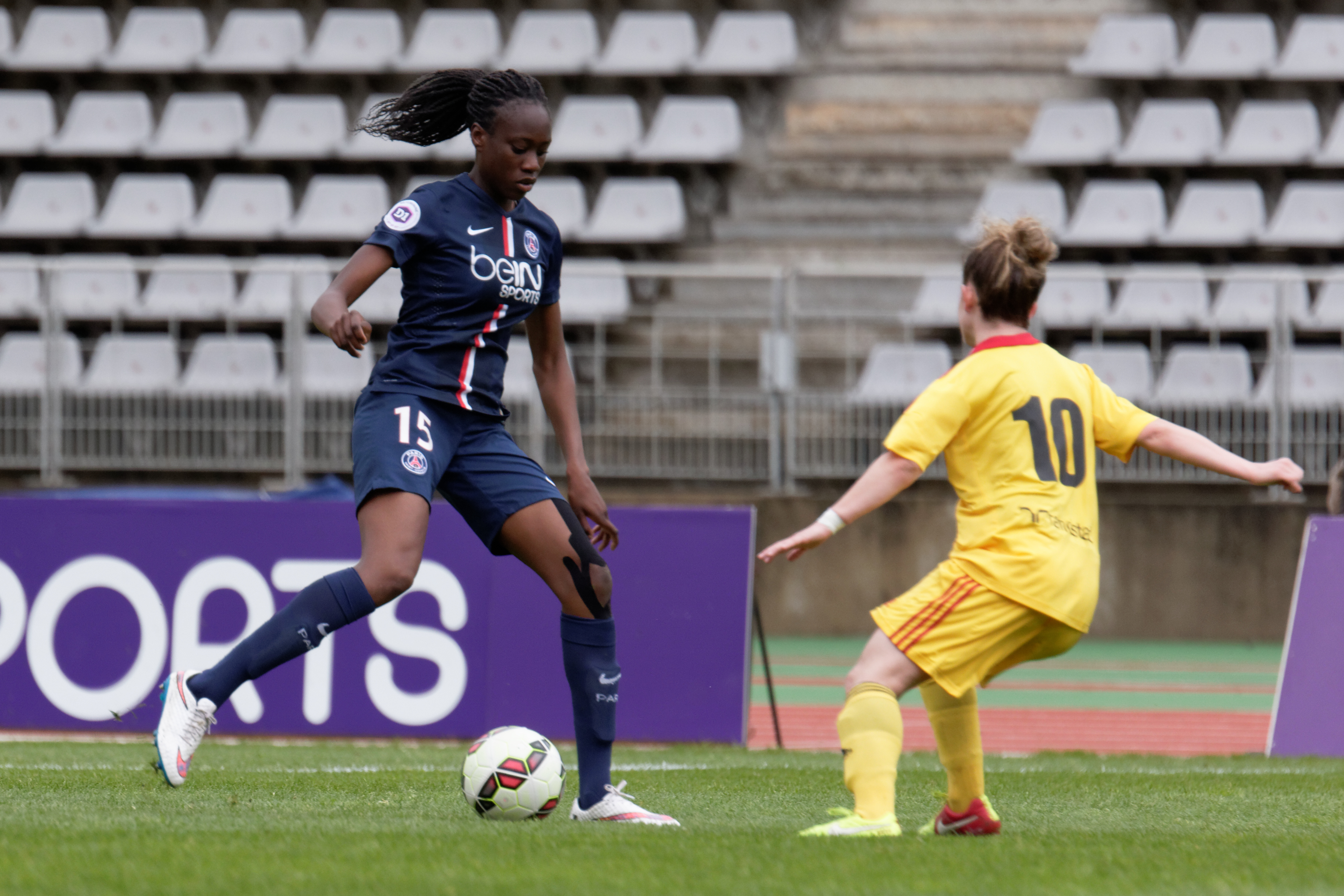
Ouleymata Sarr (2015)

Ouleymata Sarr (* 8. Oktober 1995 in Cambrai) ist eine französische Fußballspielerin. Die torgefährliche Stürmerin spielt aktuell für Washington Spirit.

## Vereinskarriere
Die in Nordfrankreich geborene Ouleymata Sarr zog im Alter von drei Jahren mit ihren aus Mauretanien stammenden Eltern nach Évreux, wo sie später bevorzugt auf der Straße mit Jungen Fußball spielte. Dort sah sie 2009 der noch aktive Profi Mathieu Bodmer, der sie dazu überreden konnte, sich der Frauenabteilung des Évreux FC anzuschließen, obwohl die damals 13-Jährige eigentlich „kein Interesse daran [hatte], mit Mädchen im Verein zu spielen“. Allerdings hatte sie – mit einer zweijährigen Unterbrechung – zuvor bereits bei der ALM Évreux in einer männlichen D-Jugend-Mannschaft gespielt. Bis 2013 durchlief sie dann dennoch die weiblichen Jugendteams des ÉFC.
Anschließend verpflichtete der Hauptstadtklub Paris Saint-Germain FC die mit 1,75 m recht groß gewachsene zentrale Angreiferin für seine U-19-Elf. Trainer Farid Benstiti setzte Ouleymata Sarr aber erstmals bereits im Dezember 2013 auch in einem Erstliga-Punktspiel (auswärts bei der AS Muret) ein, wobei sie während der 30 Minuten, die sie auf dem Rasen stand, auch sofort ein Tor erzielte. Doch obwohl ihr in der folgenden Spielzeit 2014/15 bei nur acht (überwiegend Kurz-) Ligaeinsätzen sechs Treffer gelangen, blieb ihr angesichts der internationalen Konkurrenz bei PSG (Kosovare Asllani, Lindsey Horan, Marie-Laure Delie, Linda Bresonik, Cristiane, Anja Mittag) lediglich eine Rolle als Ergänzungsspielerin, so immerhin auch im Europapokalendspiel 2015 mit einem 60-Sekunden-Auftritt gegen den 1. FFC Frankfurt. Dies änderte sich erst in der Saison 2016/17, in der sie 17 der 22 Ligabegegnungen bestritt – allerdings wiederum lediglich sieben in der Startformation und mit nur einem einzigen Treffer. Benstiti-Nachfolger Patrice Lair wechselte sie für eine knappe halbe Stunde auch beim französischen Pokalendspiel 2017 ein; darin trat sie beim Elfmeterschießen als achte und letzte PSG-Akteurin an, brachte ihren Strafstoß aber nicht im von Olympique Lyons Méline Gérard gehüteten Tor unter. 13 Tage später, beim erneuten Aufeinandertreffen dieser beiden französischen Teams im Endspiel der Frauen-Champions-League, verzichtete der Trainer dann gänzlich auf Sarrs Mitwirkung, obwohl sie zuvor sieben der acht Partien von PSG auf europäischer Ebene bestritten hatte.
Daraufhin beschloss sie, Paris zu verlassen, um mehr Spielzeit zu bekommen. Sie kehrte in den Landesnorden zum Aufsteiger aus der zweiten Division, Lille OSC, zurück, und für den Liganeuling LOSC war Ouleymata Sarr in der Spielzeit 2017/18 die erfolgreichste Torschützin. Zwölf Monate später stand sie mit Lille im Landespokalendspiel und erzielte beim 1:3 gegen Olympique Lyon den Ehrentreffer für ihre Elf. Allerdings stand zu diesem Zeitpunkt bereits fest, dass der LOSC wieder in die zweite Division absteigen muss. Sarr hat dort bei 38 Erstligaspielen 14 Treffer erzielt. Im Juli 2019 schloss sie sich den Girondins Bordeaux an, wo ihre Torgefährlichkeit zunächst neben Viviane Asseyi und Khadija Shaw weniger zur Geltung kam. Im Februar 2020 allerdings entschied sie ein wichtiges Spiel nahezu ganz alleine: im Pokal-Viertelfinalmatch beim HSC Montpellier erzielte sie alle drei Tore ihrer Frauschaft, brachte somit Bordeaux nach 1:3-Rückstand noch in das Elfmeterschießen, überwand darin die gegnerische Torfrau ein weiteres Mal und konnte sich an dessen Ende mit ihren Teamkameradinnen über den Einzug ins Halbfinale freuen.
Ab der Spielzeit 2021/22 trat sie wieder für einen Hauptstadtclub an, diesmal beim Paris FC. Im Sommer 2023 wechselte sie zu Washington Spirit in die National Women’s Soccer League.

### Stationen
- Fraglich: ESJM Évreux (2005–2007)[9]
- Amicale Laïque de la Madeleine d’Évreux (2007–2008)
- Évreux FC (2009–2013)
- Paris Saint-Germain FC (2013–2017)
- Lille OSC (2017–2019)
- Girondins Bordeaux (2019–2021)
- Paris FC (2021–2023)
- Washington Spirit (seit 2023)

## In der Nationalmannschaft
Erst verhältnismäßig spät, nämlich als A-Jugendliche, fand Ouleymata Sarr Berücksichtigung in den französischen Jahrgangsauswahlteams. Dort allerdings gehörte sie sehr schnell zu den Stammspielerinnen in der U-19 (sechs Einsätze, zwei Treffer) und der U-20 (acht Spiele, ein Treffer), allesamt im Jahr 2014. Auch bei der U-20-Weltmeisterschaft 2014, bei der die französischen Juniorinnen Dritte wurden, bestritt sie alle sechs Spiele ihrer Frauschaft. Ab 2016 folgten acht B-Länderspiele mit vier Treffern, hauptsächlich beim Istrien-Cup, wobei sie in der 2016er Ausspielung sogar zur Torschützenkönigin des Turniers avancierte.
Dennoch kam ihre erste Berufung in die Frauennationalmannschaft einigermaßen überraschend, denn gerade bei den  Geburtsjahrgängen 1995 bis 1998 ist Frankreichs Frauenfußball besonders reich mit Angreiferinnen ausgestattet, namentlich durch Kadidiatou Diani, Marie-Antoinette Katoto, Valérie Gauvin, Delphine Cascarino, Perle Morroni, Marie-Charlotte Léger und Clara Matéo. Aber Sarr stand nicht nur im ersten Aufgebot von Trainerin Corinne Diacre, die im September 2017 Olivier Echouafni in dieser Funktion abgelöst und einen personellen Neubeginn in Hinblick auf die WM im eigenen Land (2019) angekündigt hatte, sondern sie kam auch in beiden Freundschaftsspielen zum Einsatz. Dabei stand sie im zweiten Match gegen Spanien sogar vom Anpfiff an auf dem Rasen und erzielte per Kopfball das 3:1, ihr erstes Tor für die Bleues; per Doppelpass und Hackentrick hatte sie auch schon das 2:0 durch Eugénie Le Sommer vorbereitet. Erst im Frühjahr 2020, knapp zwei Jahre nach ihrem letzten Einsatz, gehörte Sarr wieder zu dem von Diacre für das Tournoi de France berufenen Spielerinnenkreis und kam dort auch zu zwei Kurzeinsätzen; anschließend vergingen weitere 17 Monate bis zu ihrem nächsten Auftritt im Nationaltrikot. Dennoch wurde Sarr auch für das französische Aufgebot bei der Europameisterschaft 2022 nominiert.
Mittlerweile hat Ouleymata Sarr 21 A-Länderspiele absolviert und darin fünf Treffer erzielt. (Stand: 23. Juli 2022)

## Palmarès
- Französische Vizemeisterin: 2014, 2015, 2016
- Französische Pokalfinalistin: 2017, 2019
- Champions-League-Finalistin: 2015 (und 2017 ohne Endspieleinsatz)
- NWSL-Vizemeisterin: 2024